# Jewgeni Wassiljewitsch Rudakow
Jewgeni Wassiljewitsch Rudakow (russisch Евгений Васильевич Рудаков, wiss. Transliteration Evgenij Vasil'evič Rudakov; * 2. Januar 1942 in Moskau; † 21. Dezember 2011 in Kiew, Ukraine) war ein sowjetischer Fußballspieler, der als Torwart von Dynamo Kiew im Jahre 1975 den Europapokal der Pokalsieger gewann.

## Karriere

### 1958 bis 1979: Verein
Über die Stationen Torpedo Moskau (1958–1960) und Sudnobudiwnyk Mykolajiw (1960–1962) kam der junge Torhüter Jewgeni Rudakow im Jahre 1963 in die ukrainische Hauptstadt Kiew. Mit Dynamo Kiew holte er sieben Mal (1966 bis 1977) die Sowjetmeisterschaft und auch im Pokal feierte er mit den Blau-Weißen drei Mal (1966, 1974, 1978) den Cupgewinn. Als Trainer Valeri Lobanowski 1973 seine Tätigkeit in Kiew aufnahm und der junge Starstürmer Oleh Blochin (Jahrgang 1952) in die internationale Leistungsspitze vorstieß, erreichte Kiew mit Torhüter Rudakow auch zählbare Erfolge im Europapokal. In der Saison 1974/75 gelangten die Ukrainer über Armeeklub Sofia, Eintracht Frankfurt, Bursaspor und PSV Eindhoven in das Finale am 14. Mai 1975 in Basel gegen Ferencváros Budapest. Rudakow kassierte kein Tor und Kiew gewann durch ein 3:0 den Europapokal der Pokalsieger. In der Saison 1976/77 scheiterte Rudakow mit seiner Mannschaft erst im Halbfinale an Borussia Mönchengladbach im Europacup der Meister. Am 6. April 1977 im Hinspiel in Kiew konnten Jupp Heynckes, Allan Simonsen und Herbert Wimmer beim 1:0-Erfolg von Dynamo Torhüter Rudakow nicht bezwingen. Im Rückspiel setzten sich die Gladbacher aber in Düsseldorf mit 2:0 Toren durch und zogen in das Finale 1977 ein. Nach der Saison 1978/79 beendete der 37-Jährige seine aktive Spielerlaufbahn.

### 1968 bis 1976: Nationalmannschaft
Am 7. März 1968 debütierte Rudakow im Tor der sowjetischen Fußballnationalmannschaft beim Spiel in Léon gegen Mexiko (1:1). Sein erfolgreichstes Jahr in der „Sbornaja“ hatte der Torhüter 1972. Zuerst feierte er in der Qualifikation zur Europameisterschaft den Einzug in das Viertelfinale gegen Jugoslawien. In beiden Spielen, sie endeten 0:0 in Belgrad und 3:0 in Moskau, blieb er ohne Gegentor. In der Endrunde in Belgien folgte am 14. Juni ein 1:0-Erfolg gegen Ungarn und damit der Finaleinzug, wobei er in der 83. Spielminute einen Foulelfmeter halten konnte. Aber auch das Können von Rudakow war gegen die drei Tore im Endspiel gegen das Team von Trainer Helmut Schön nicht ausreichend. Zweimal Gerd Müller und einmal Herbert Wimmer beendeten die gegentorlose Phase des Keepers der „Sbornaja“ und die Sowjetunion musste sich mit der Vizeeuropameisterschaft 1972 begnügen. Im September 1972 nahm Rudakow an den Olympischen Spielen in München teil und gewann mit seiner Mannschaft die Bronzemedaille. In der Zwischenrunde scheiterte man an Polen, das auch das Finale für sich entscheiden konnte.
In den Qualifikationsspielen zur Fußball-Weltmeisterschaft 1974 in Deutschland kam Rudakow 1973 in der Europa-Gruppe 9 gegen Frankreich und Irland in den beiden Spielen gegen die Equipe Tricolore zum Einsatz. Konkurrent im Tor war Vladimir Pilgui von Dynamo Moskau. Das Hinspiel endete in Frankreich nach einem Treffer von Georges Bereta mit einer 0:1-Niederlage, aber durch den 2:0-Heimerfolg im Rückspiel am 26. Mai 1973 gegen das unter anderem mit Marius Trésor, Henri Michel und Hervé Revelli angetretene Frankreich, qualifizierten sich Rudakow und seine Mannschaftskameraden damit für die Entscheidungsspiele gegen den Sieger der Südamerikagruppe 12, Chile. Das Hinspiel endete mit Rudakow im Tor am 26. September 1973 in Moskau 0:0-Unentschieden. Zum Rückspiel am 21. November trat die Sowjetunion nach dem Militärputsch gegen Präsident Allende im Nationalstadion in Santiago de Chile nicht an, da in den Wochen und Tagen zuvor das Stadion durch das Militär als Gefangenenlager missbraucht worden war. Die FIFA wertete das Spiel mit 2:0 für Chile und Rudakow und seine Mannschaftskameraden kamen somit am „Grünen Tisch“ um die Teilnahme an der Weltmeisterschaft 1974 in Deutschland. Sein letztes Spiel in der Nationalmannschaft bestritt der Torhüter von Dynamo Kiew am 22. Mai 1976 in Kiew gegen die Tschechoslowakei beim Viertelfinalrückspiel in der Qualifikation zur Europameisterschaft 1976. Nach 47 Länderspielen beendete der 34-Jährige seine Laufbahn in der Nationalmannschaft.
Zuletzt arbeitete er in der Fußballschule Walerij Lobanowskyj von Dynamo Kiew.

## Erfolge
- Sowjetischer Meister (7): 1966, 1967, 1968, 1971, 1974, 1975, 1977
- Sowjetischer Pokalsieger (3): 1964, 1966, 1974
- Europapokal der Pokalsieger: 1975
- Olympia: Bronzemedaille 1972
- Vize-Europameister: 1972
- Wahl ins All-Star-Team der Fußball-Europameisterschaft 1972